# Пам'ятні монети 2 євро
Пам'ятні монети 2 євро — спеціальні європейські монети, викарбувані і випущені державами-членами єврозони з 2004 року як законний платіжний засіб у всіх державах-членах єврозони.
Станом на 17 листопада 2020 року було випущено 385 різновидів монет:
- 2004 р. — 6;
- 2005 р. — 8;
- 2006 р. — 7;
- 2007 р. — 20 (у тому числі 13 монет серії «Римський договір»);
- 2008 р. — 10;
- 2009 р. — 25 (у тому числі 16 монет серії «10 років економічному і валютному союзу»);
- 2010 р. — 12;
- 2011 р. — 16;
- 2012 р. — 30 (у тому числі 17 монет серії «10 років євро»);
- 2013 р. — 23.
- 2014 р. — 27.
- 2015 р. — 47 (у тому числі 19 монет серії «30 років прапору Європейського союзу»).
- 2016 р. — 32.
- 2017 р. — 32.
- 2018 р. — 36.
- 2019 р. — 32.
- 2020 р. — 32.

Пам'ятні монети 2 євро фактично випускаються як звичайні, проте вони стали предметами колекціонування і швидко переходять у надбання колекціонерів. Фізично такі монети нічим не відрізняються від монет регулярного випуску. На реверсі викарбувана карта Європи. А на аверсі можуть бути зображені історичні події, знамениті особистості, флора або фауна країни. Ці монети не треба плутати з ювілейними монетами, номінальна вартість яких вище € 2 і які офіційно визначаються як «колекційні монети». Такі монети зазвичай зроблені з дорогоцінного металу.

## Норми та обмеження
Підставою для введення пам'ятних монет послужило рішення Європейської ради, яке анулювало заборону на зміни національними сторонами європейських монет з 1 січня 2004 року. Однак застосовуються певні рекомендації та обмеження.
Обмеження по дизайну:
- всі монети мають спільний реверс. Держава-член Єврозони може змінити тільки аверс;
- держави-члени Єврозони не можуть змінювати аверс монет до 2008 року (виняток: коли на аверсі зображується голова держави. Цей виняток був використаний Монако та Ватиканом, голови яких померли в 2005 році);
- на аверсі має бути вказана назва країни. Також на аверсі не має бути вказано номінал та назву монети, оскільки вони вже вказані на спільному реверсі (обмеження діє з 2006 року);

Обмеження по кількості:
- Кожна держава-член Єврозони може запустити в обіг не більше двох пам'ятних монети в рік, крім випадків, коли:
  - пам'ятні монети випускаються усіма державами-членами Єврозони;
  - пам'ятні монети емітуються у зв'язку з тимчасовим зайняттям чи звільненням посади голови держави;
- Загальна кількість монет, які запускаються в обіг не повинна бути більшою за максимальний з двох таких показників:
  - 0,1% загальної кількості монет регулярного випуску 2 євро, випущених усіма державами-членами ЄС в попередньому році. Ця межа може бути збільшена до 2,0% у випадку, якщо монета випускається на честь особливо важливої події. В такому випадку держава не повинна випускати нові монети в обіг протягом 4 років;
  - 5,0% загальної кількості монет, запущених в обіг державою-членом Єврозони, яка хоче запустити в обіг пам'ятну монет, в попередньому році.

Обмеження вступили в силу з другої половину 2012 року. До того держава могла запустити в обіг лише 1 монету. З того часу правом запуску другої монети скористався лише Люксембург.

## Вартість монет
Ринкова вартість пам'ятних монет зазвичай вища їх номінальної вартості, і зазвичай становить від €3 до €30. Винятки — монети Монако, Сан-Марино і Ватикану. Вартість цих монет зазвичай становить €35 — €100. Рекордсменом за ціною є монета Монако (2007 року випуску) — її первісна відпускна вартість склала €120. Станом на 2013 рік вартість цієї монети становить близько €1500.

## Випуск монет

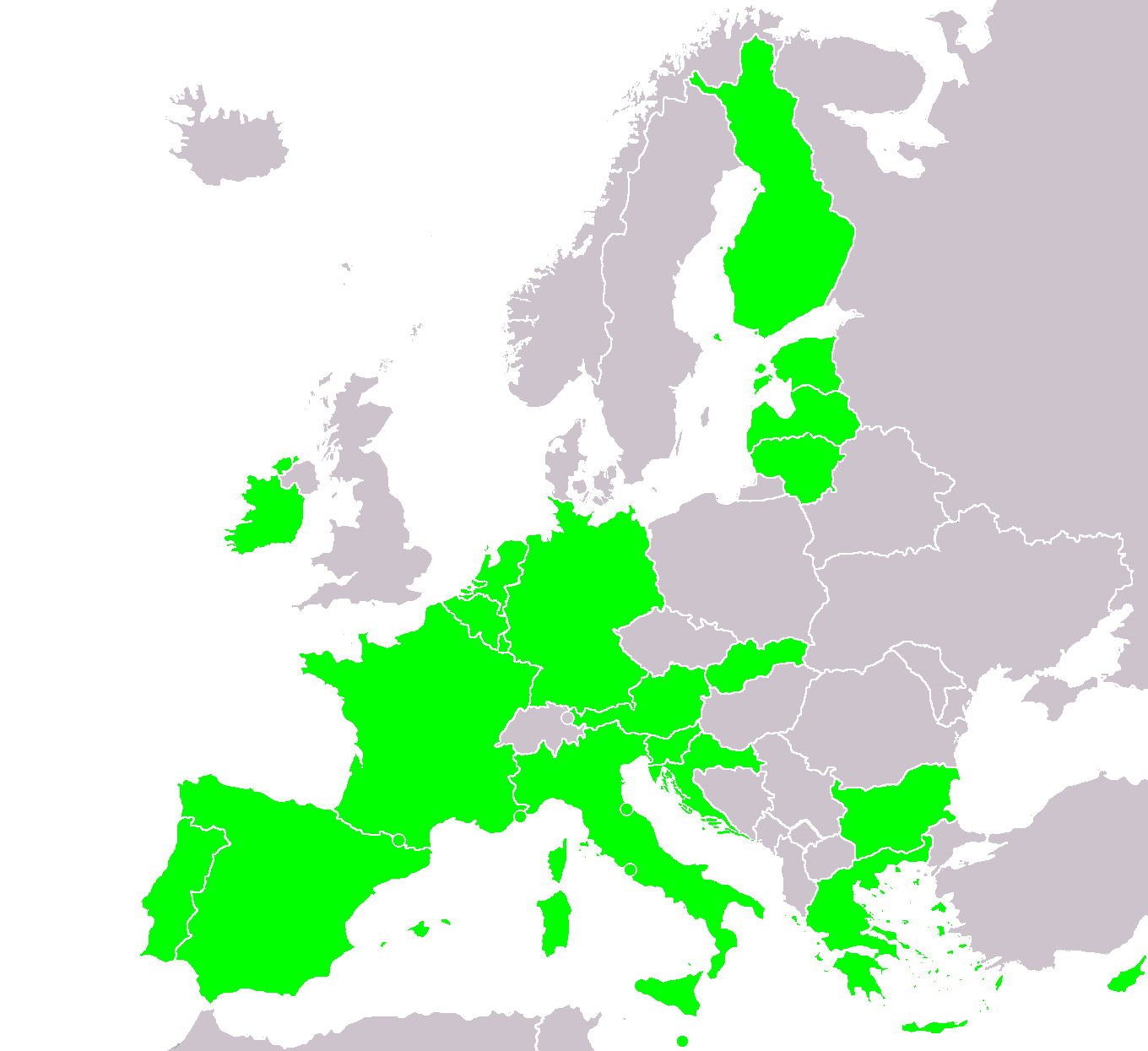
Країни, які випускали пам'ятні монети €2
Країни, які не випускали пам'ятні монети €2 монет
Країни, які не входять в Єврозону

Станом на 2020 рік, дев'ятнадцять країн єврозони випустили пам'ятні монети: Австрія, Бельгія, Греція, Естонія, Ірландія, Іспанія, Італія, Кіпр, Латвія, Литва, Люксембург, Мальта, Нідерланди, Німеччина, Португалія, Словаччина, Словенія, Фінляндія і Франція. Греція стала першою країною, яка випустила цей тип монет. Ще 4 країни, які не входять до єврозони, однак мають спеціальну монетарну угоду з Європейським Союзом — Андорра, Ватикан, Монако та Сан-Марино — також мають право на випуск пам'ятних монет, номінованих у євро, обмеженим накладом.
Крім того, більшість країн-членів Єврозони спільно випустили чотири серії монет: «Римський договір» (2007), «10 років Економічному і валютному союзу» (2009), «10 років готівкового євро» (2012) та «30 років прапору Європейського Союзу» (2015).
| Країна     | Випуск | 2004    | 2005    | 2006    | 2007    | 2007    | 2008    | 2009    | 2009         | 2010    | 2011    | 2012    | 2012          | 2013    | 2014 | 2015   | 2015                            | 2016 | 2017 | 2018 | 2019 | 2020 |
| Країна     | Випуск | 2004    | 2005    | 2006    | Усього  | РД      | 2008    | Усього  | 10 років ЕВС | 2010    | 2011    | Усього  | 10 років євро | 2013    | 2014 | Усього | 30 років готівкового обігу євро |      |      |      |      |      |
| ---------- | ------ | ------- | ------- | ------- | ------- | ------- | ------- | ------- | ------------ | ------- | ------- | ------- | ------------- | ------- | ---- | ------ | ------------------------------- | ---- | ---- | ---- | ---- | ---- |
| Австрія    | 7      | Ні      | 1       | Ні      | Ні      | 1       | Ні      | Ні      | 1            | Ні      | Ні      | Ні      | 1             | Ні      | Ні   | Ні     | 1                               | 1    | Ні   | 1    | Ні   | Ні   |
| Андорра    | 12     | не член | не член | не член | не член | не член | не член | не член | не член      | не член | не член | не член | не член       | не член | Ні   | Ні     | Ні                              | 3    | 2    | 4    | 2    | 2    |
| Бельгія    | 25     | Ні      | 1       | 1       | Ні      | 1       | 1       | 1       | 1            | 1       | 1       | 1       | 1             | 1       | 2    | 2      | 1                               | 2    | 2    | 2    | 2    | 1    |
| Ватикан    | 10     | 1       | 1       | 1       | 1       | Ні      | 1       | 1       | Ні           | 1       | 1       | 1       | Ні            | 2       | 1    | 1      | Ні                              | 2    | 2    | 2    | 2    | 1    |
| Греція     | 22     | 1       | Ні      | Ні      | Ні      | 1       | Ні      | Ні      | 1            | 1       | 1       | Ні      | 1             | 2       | 2    | 1      | 1                               | 2    | 2    | 2    | 2    | 2    |
| Естонія    | 10     | не член | не член | не член | не член | не член | не член | не член | не член      | не член | Ні      | Ні      | 1             | Ні      | Ні   | Ні     | 1                               | 1    | 1    | 2    | 2    | 2    |
| Ірландія   | 6      | Ні      | Ні      | Ні      | Ні      | 1       | Ні      | Ні      | 1            | Ні      | Ні      | Ні      | 1             | Ні      | Ні   | Ні     | 1                               | 1    | Ні   | Ні   | 1    | Ні   |
| Іспанія    | 18     | Ні      | 1       | Ні      | Ні      | 1       | Ні      | Ні      | 1            | 1       | 1       | 1       | 1             | 1       | 2    | 1      | 1                               | 1    | 1    | 2    | 1    | 1    |
| Італія     | 28     | 1       | 1       | 1       | Ні      | 1       | 1       | 1       | 1            | 1       | 1       | 1       | 1             | 2       | 2    | 2      | 1                               | 2    | 2    | 2    | 2    | 2    |
| Кіпр       | 5      | не член | не член | не член | не член | не член | Ні      | Ні      | 1            | Ні      | Ні      | Ні      | 1             | Ні      | Ні   | Ні     | 1                               | Ні   | 1    | Ні   | Ні   | 1    |
| Латвія     | 12     | не член | не член | не член | не член | не член | не член | не член | не член      | не член | не член | не член | не член       | не член | 1    | 2      | 1                               | 2    | 2    | 2    | 1    | 1    |
| Литва      | 10     | не член | не член | не член | не член | не член | не член | не член | не член      | не член | не член | не член | не член       | не член | Ні   | 1      | 1                               | 1    | 1    | 2    | 2    | 2    |
| Люксембург | 28     | 1       | 1       | 1       | 1       | 1       | 1       | 1       | 1            | 1       | 1       | 2       | 1             | 1       | 2    | 2      | 1                               | 1    | 2    | 2    | 2    | 1    |
| Мальта     | 20     | не член | не член | не член | не член | не член | Ні      | Ні      | 1            | Ні      | 1       | 1       | 1             | 1       | 2    | 2      | 1                               | 2    | 2    | 2    | 2    | 2    |
| Монако     | 10     | Ні      | Ні      | Ні      | 1       | Ні      | Ні      | Ні      | Ні           | Ні      | 1       | 1       | Ні            | 1       | Ні   | 1      | Ні                              | 1    | 1    | 1    | 1    | 1    |
| Нідерланди | 8      | Ні      | Ні      | Ні      | Ні      | 1       | Ні      | Ні      | 1            | Ні      | 1       | Ні      | 1             | 2       | 1    | Ні     | 1                               | Ні   | Ні   | Ні   | Ні   | Ні   |
| Німеччина  | 25     | Ні      | Ні      | 1       | 1       | 1       | 1       | 1       | 1            | 1       | 1       | 1       | 1             | 2       | 1    | 2      | 1                               | 1    | 1    | 2    | 2    | 3    |
| Португалія | 25     | Ні      | Ні      | Ні      | 1       | 1       | 1       | 1       | 1            | 1       | 1       | 1       | 1             | 1       | 2    | 2      | 1                               | 2    | 2    | 2    | 2    | 2    |
| Сан-Марино | 24     | 1       | 1       | 1       | 1       | Ні      | 1       | 1       | Ні           | 1       | 1       | Ні      | 1             | 1       | 2    | 2      | Ні                              | 2    | 2    | 2    | 2    | 2    |
| Словаччина | 13     | не член | не член | не член | не член | не член | не член | 1       | 1            | Ні      | 1       | Ні      | 1             | 1       | 1    | 1      | 1                               | 1    | 1    | 1    | 1    | 1    |
| Словенія   | 15     | не член | не член | не член | Ні      | 1       | 1       | Ні      | 1            | 1       | 1       | Ні      | 1             | 1       | 1    | 1      | 1                               | 1    | 1    | 1    | 1    | 1    |
| Фінляндія  | 28     | 1       | 1       | 1       | 1       | 1       | 1       | 1       | 1            | 1       | 1       | 1       | 1             | 2       | 2    | 2      | 1                               | 2    | 2    | 2    | 1    | 2    |
| Франція    | 24     | Ні      | Ні      | Ні      | Ні      | 1       | 1       | Ні      | 1            | 1       | 1       | 1       | 1             | 2       | 2    | 2      | 1                               | 2    | 2    | 2    | 2    | 2    |
| Всього     | 385    | 6       | 8       | 7       | 7       | 13      | 10      | 9       | 16           | 12      | 16      | 12      | 18            | 23      | 26   | 27     | 18                              | 33   | 32   | 37   | 33   | 32   |
|            |        |         |         |         |         |         |         |         |              |         |         |         |               |         |      |        |                                 |      |      |      |      |      |

## Список монет за датою введення в обіг

### 2004
| Зображення | Країна     | Короткий опис                                            | Тираж    | Дата введення в обіг                |
| --- | ---------- | -------------------------------------------------------- | -------- | ----------------------------------- |
| €2 — Греція 2004 | Греція     | Літні Олімпійські ігри 2004 року в Афінах                | 35 млн   | 1 березня 2004                      |
| Опис: Центральна фігура монети — знаменита скульптура античного скульптора Мирона «Дискобол». Зліва від неї — емблема Літніх Олімпійських ігор 2004 в Афінах (ATHENS 2004) и п'ять Олімпійських кілець. Праворуч від статуї — найменування монети грецькою мовою (2 ΕΥΡΩ). Зверху (біля голови статуї) вибито клеймо монетного ДВОру. На зовнішньому кільці зображені 12 зірок Європейського Союзу. Також на зовнішньому кільці (у нижній частині) зазначено рік випуску монети (20*04).                                                                                |            |                                                          |          |                                     |
| |            |                                                          |          |                                     |
| | Фінляндія  | П'яте розширення Європейського Союзу у 2004 році.        | 1 млн    | ДЧ: 1 червня 2004 ДВО: 1 липня 2004 |
| Опис: Зображення стилізованого стовбура дерева, від якого відходять висхідні паростки, які представляють розширення Європейського Союзу (тобто, розширення 2004, яке додало десять нових членів). Стовбур являє собою основу для зростання. Під стовбуром напис — EU. Разом з продовженням стовпа, грецькою малою літерою «ρ» (rho) читається як «euro». На зовнішньому кільці зображені 12 зірок Європейського Союзу та рік карбування. |            |                                                          |          |                                     |
| |            |                                                          |          |                                     |
| €2 — Люксембург 2004 | Люксембург | Портрет та монограма Герцога Люксембурзького Анрі Нассау | 2,49 млн | 23 червня 2004                      |
| Опис: У внутрішній частині монети зображено портрет герцога Люксембургу Анрі (Генрі) Нассау, праворуч від портрета монограма герцога — літера H, увінчана короною; по правому краю — 12 зірок ЄС півколом. Написи на зовнішньому кільці: — у верхній частині: рік випуску монети, знаки гравера і напис LËTZEBUERG («Люксембург» (Люкс)); — знизу: фраза HENRI — Grand-Duc de Luxembourg («Henri — великий герцог Люксембурзький» (фр.)) |            |                                                          |          |                                     |
| |            |                                                          |          |                                     |
| €2 — Італія 2004 | Італія     | 50 років Всесвітньої продовольчої програми               | 16 млн   | 15 грудня 2004                      |
| Опис: В центрі — земна куля. В середині кулі — нахилений праворуч напис WORLD FOOD PROGRAMME (Всесвітня продовольча програма). З-поза кулі виглядає колос пшениці, початок кукурудзи та рисовий колос — три зерна, які відповідають трьом основним джерелам харчування населення Землі. Навколо земної кулі розташовані великі літери (накладені одна на одну) RI (Repubblica Italiana), ініціали різьбяра (Uliana Pernazza) — комбінація літер UP, знак Римського монетного ДВОру — R та рік карбування. На зовнішньому кільці зображено 12 зірок Європейського Союзу. |            |                                                          |          |                                     |
| |            |                                                          |          |                                     |
| €2 — Ватикан 2004 | Ватикан    | 75 років від створення держави Ватикан.                  | 100 тис. | 15 грудня 2004                      |
| Опис: У центральній частині реверса схематично представлений периметр Ватикана, на передньому плані — Собор Святого Петра і площа біля собору. Написи у внутрішній частині: — ліворуч від схеми: 75o ANNO DELLO STATO (75 років від створення держави); — праворуч від схеми: роки «1929-2004», знак Римського монетного ДВОру (R), меншим шрифтом — ім'я дизайнера (VEROI) та ініціали різьбяра (L.D.S. INC.). Зовнішнє кільце прикрашене дванадцятьма зірками Європейського Союзу та написом CITTÀ DEL VATICANO (Місто Ватикан).                                      |            |                                                          |          |                                     |
| |            |                                                          |          |                                     |
| €2 — Сан-Марино 2004 | Сан-Марино | Бартоломео Боргезі                                       | 110 тис. | 16 грудня 2004                      |
| Опис: У центральній частині розташований портрет Б. Боргезі, відомого італійського історика, археолога, нумізмата. Ліворуч від портрета — напис BARTOLOMEO BORGHESI і знак Римського Монетного ДВОру (R), праворуч — ініціали гравера (E.L.F.) та напис SAN MARINO. По зовнішньому кільцю розташовані 12 зірок ЄС та рік випуску монети. |            |                                                          |          |                                     |

### 2005
| Зображення | Країна     | Короткий опис                                                                                                   | Тираж    | Дата введення в обіг                  |
| --- | ---------- | --- | -------- | ------------------------------------- |
| €2 — Люксембург 2005 | Люксембург | Три ювілеї: 50 років монарху Анрі Нассау; 5 років правління монарха Анрі Нассау; 100 років від смерті Адольфа I | 2,8 млн  | 10 лютого 2005                        |
| Опис: У центрі зображено портрети правлячого монарха Анрі Нассау та Адольфа I. Написи: — над портретами: GRANDS-DUCS DE LUXEMBOURG (Великі герцоги Люксембурзькі); — під портретами: HENRI *1955 та ADOLPHE †1905 відповідно. На зовнішньому кільці зображені 12 зірок Європейського Союзу, розміщені між літерами та складаються в слово LËTZEBUERG. У нижній частині кільця викарбувано рік випуску розташований між символом гравера (S) і знаком монетного ДВОру. |            | |          |                                       |
| |            | |          |                                       |
| €2 — Бельгія 2005 | Бельгія    | Бельгійсько-Люксембурзький економічний союз                                                                     | 6 млн    | ДЧ: 1 березня 2005 ДВО: 1 квітня 2005 |
| Опис: У центрі монети — профільні портрети (зліва направо) Великого Герцога Люксембургу Анрі Нассау та Короля Бельгії Альберта ІІ. Під портретом Бельгійського короля стоїть знак гравера (LL — Люк Люикс), рік випуску відцентрований під обома портретами. На зовнішньому колі зображені дванадцять зірок ЄС разом зі знаками монетного ДВОру (унизу), а також монограмами Герцога Люксембурзького (ліворуч) і Короля Альберта II (праворуч). |            | |          |                                       |
| |            | |          |                                       |
| €2 — Іспанія 2005 | Іспанія    | 400-річчя першого видання роману «Дон Кіхот» Мігеля де Сервантеса                                               | 8 млн    | 1 квітня 2005                         |
| Опис: Центральною фігурою монети є сам Дон Кіхот зі списом, на задньому плані вітряні млини — один з найбільш відомих епізодів книги. Зліва від зображення втиснутий напис: ESPAÑA, під яким видрукувано клеймо монетного ДВОру (літера M увінчана короною). 12 зірок Європейського Союзу поміщені в зовнішньому кільці монети, чотири з них втиснули в поверхню монети. Рік випуску позначений у основі кільця. |            | |          |                                       |
| |            | |          |                                       |
| | Австрія    | 50 років договору про нейтралітет Австрії                                                                       | 7 млн    | 11 травня 2005                        |
| Опис: У верхній частині центру монети нанесений напис 50 JAHRE STAATSVERTRAG (50-річчя державного договору (нім.)). Потім зображені печатки та підписи з договору про проголошення політичного нейтралітету Австрії, який був підписаний міністрами закордонних справ і послами СРСР (Молотов В'ячеслав Михайлович), Великої Британії (Гарольд Макміллан), США (Джон Далес) і Франції (Антоін Піней), а також Леопольд Фіґль (міністром закордонних справ Австрії, в травні 1955). З лівого боку під підписами стоїть рік випуску монети. На задньому плані, вертикальні смуги (шершава-гладка-шершава) служать геральдичним описом національного прапора Австрії. Зовнішнє кільце містить дванадцять зірок Європейського Союзу. |            | |          |                                       |
| |            | |          |                                       |
| €2 — Сан-Марино 2005 | Сан-Марино | 2005 — Всесвітній рік фізики                                                                                    | 130 тис. | 14 жовтня 2005                        |
| Опис: На національній стороні монети зображений Галілео Галілей, що спостерігає за зірками. Рік карбування монети поміщений під земною кулею, що стоїть на столі. Знак монетного ДВОру (R) розташований зліва. Ініціали гравера (LDS — Luciana De Simoni) — праворуч. Назва країни — SAN MARINO написано по колу у верхній частині, в той час як фраза ANNO MONDIALE DELLA FISICA (Всесвітній рік фізики) розташована в нижній половині. 12 зірок Європейського Союзу зображені на зовнішньому кільці, що чергуються зі стилізованими зображеннями атома, які також оточують монету. |            | |          |                                       |
| |            | |          |                                       |
| €2 — Фінляндія 2005 | Фінляндія  | Два ювілеї: 60 років від створення ООН та 50 річниця членства Фінляндії в ООН                                   | 2 млн    | 25 жовтня 2005                        |
| Опис: Внутрішня частина монети зображує голуба миру, складеного з частин мозаїки. Навколо лівого краю знизу напис FINLAND — UN (Фінляндія — ООН), в той час як рік карбування монети зображений праворуч. На верхній стороні праворуч — ініціал гравера (літера K). Знак монетного ДВОру (M) поміщений нижче голуба. На зовнішньому кільці зображені 12 зірок Європейського Союзу. |            | |          |                                       |
| |            | |          |                                       |
| €2 — Італія 2005 | Італія     | Річниця утвердження Європейської конституції                                                                    | 18 млн   | 29 жовтня 2005                        |
| Опис: У центрі монети зображення міфічної Європи на бику Зевса, що тримає текст Європейської конституції і ручку, символічно показуючи його підписання. Рік карбування монети поміщений праворуч, вище голови бика. Знак монетного ДВОру (R) — у верхній лівій частині, внизу підпис гравера (MCC — Maria Carmela Colaneri). Слова COSTITUZIONE EUROPEA формують півколо по зовнішньому кільцю монети нижче центрального зображення, в той час як дванадцять зірок зображені у верхній його частині. |            | |          |                                       |
| |            | |          |                                       |
| 2 Євро 2005, Ватикан. Пам'ятна монета. | Ватикан    | 20-й Міжнародний день молоді в Кельні (серпень 2005 р.)                                                         | 100 тис. | 6 грудня 2005                         |
| Опис: У центрі монети зображено Кельнський собор з кометою, що проходить на них. Слова XX GIORNATA MONDIALE DELLA GIOVENTÙ (20-й Міжнародний день молоді) написані по верхньому краю центральної частини. Зовнішня частина ватиканських монет має дванадцять зірок Європейського Союзу, знак Римського Монетного ДВОру(R) (верхня половина) і напис CITTÀ DEL VATICANO (нижня половина). |            | |          |                                       |

### 2006
| Зображення | Країна     | Короткий опис                                                                                          | Тираж    | Дата введення в обіг                 |
| --- | ---------- | --- | -------- | ------------------------------------ |
| €2 — Італія 2006 | Італія     | Зимові Олімпійські ігри 2006 в Турині                                                                  | 40 млн   | ДЧ:10 січня 2006 ДВО: 10 лютого 2006 |
| Опис: У центрі монети — динамічна, криволінійна фігура лижника, що мчиться. Над лижником напис: GIOCHI INVERNALI (Зимові Ігри), ліворуч — TORINO і зображення вежі Моле-Антонелліана. Біля лівого стегна лижника розташований знак гравера (MCC — Maria Carmela Colaneri) та рік випуску (вертикально). Також є символ Італійської Республіки (літери RI) та знак Римського монетного ДВОру (R). Традиційно, як і на всіх подібних монетах, на зовнішньому кільці зображені 12 зірок Європейського Союзу. |            | |          |                                      |
| |            | |          |                                      |
| €2 — Люксембург 2006 | Люксембург | 25-річчя принца Гійома                                                                                 | 1,1 млн  | 1 лютого 2006                        |
| Опис: Портрети діючого монарха Великого герцога Анрі та його старшого сина Гійома — його спадкоємця. Під портретами зазначено рік випуску монети і знак монетного ДВОру. Над портретами — напис LËTZEBUERG. На зовнішньому кільці зображені 12 зірок Європейського Союзу. |            | |          |                                      |
| |            | |          |                                      |
| | Німеччина  | Перша монета з серії « Федеральні землі Німеччини» — Шлезвіг-Гольштейн \| \| 30 млн \| \| 3 лютого2006 |          |                                      |
| Опис: Як основне зображення на монеті обрано Гольстинські ворота, Любек. З обох боків від воріт знаходяться ініціали гравера (HH — Heinz Hoyer) (праворуч) і знак монетного ДВОру (ліворуч). Знизу напис SCHLESWIG-HOLSTEIN. На зовнішньому кільці наявні рік карбування монети — 2006, 12 зірок Європейського Союзу і слова BUNDESREPUBLIK DEUTSCHLAND (Федеративна Республіка Німеччина). |            | |          |                                      |
| |            | |          |                                      |
| | Бельгія    | Футуристична конструкція Атоміум в Брюсселі                                                            | 5 млн    | 10 квітня 2006                       |
| Опис: На монеті представлене зображення бельгійської конструкції «Атоміум». Під зображенням стоять ініціали гравера (LL — Luc Luycx) і знак монетного ДВОру. На зовнішньому кільці монети розташовані 12 зірок ЄС, також на ньому є рік випуску (внизу) і літера B (Бельгія) (зверху). |            | |          |                                      |
| |            | |          |                                      |
| €2 — Фінляндія 2006 | Фінляндія  | 100 років введення в Фінляндії універсального і рівного виборчого права                                | 2,5 млн  | 4 жовтня 2006                        |
| Опис: Два стилізовані обличчя, розташовані «валетом». Обличчя розділені тонкою зігнутою лінією. З лівого боку від облич — дата введення виборчого права 1.10.1906, праворуч — рік карбування монети і буквене скорочення країни (20 FI 06). Біля кожної особи стоїть буква M — знак монетного ДВОру і знак художника. На зовнішньому кільці 12 зірок Європейського Союзу. |            | |          |                                      |
| |            | |          |                                      |
| €2 — Ватикан 2006 | Ватикан    | 500 років Швейцарській гвардії                                                                         | 100 тис. | 9 жовтня 2006                        |
| Опис: Центральною фігурою монети є солдат швейцарської гвардії в бойовому обладунку, що бере присягу на прапорі швейцарської гвардії. По колу написи: — GUARDIA SVIZZERA PONTIFICIA (Швейцарська гвардія Понтифіка); — CITTÁ DEL VATICANO (Місто-держава Ватикан). Поряд з фігурою гвардійця роки — 1506 (ліворуч, разом з підписом дизайнера — O. ROSSI) /2006 (праворуч, поруч зі знаком Римського монетного ДВОру — R). На зовнішньому кільці зображені 12 зірок Європейського Союзу.                  |            | |          |                                      |
| |            | |          |                                      |
| | Сан-Марино | 500 років від дня смерті Христофора Колумба                                                            | 120 тис. | 17 жовтня 2006                       |
| Опис: Портрет Христофора Колумба на тлі трьох каравел («Санта-Марія», «Пінта» і «Нінья»), які він використовував у свою першу подорож через Атлантичний океан в 1492 році. Вище портрета — компас і напис SAN MARINO, знизу — дати 1506–2006 і знак дизайнера (LDS — Luciana De Simoni). На зовнішньому кільці 12 зірок Європейського Союзу. |            | |          |                                      |

### 2007
| Зображення | Країна     | Короткий опис                                                                     | Тираж     | Дата введення в обіг                  |
| --- | ---------- | --------------------------------------------------------------------------------- | --------- | ------------------------------------- |
| | Німеччина  | Друга монета серії «Федеральні землі Німеччина» — Мекленбург — Передня Померанія) | 30 млн    | 2 лютого 2007                         |
| Опис: Як основне зображення на монеті обраний Шверінський замок. Ініціали гравера 'HH' знаходяться знизу під основним зображенням. Зверху проставлений знак монетного ДВОру — «A», «D», «F», «G» або «J», залежно від монетного ДВОру. На зовнішньому кільці присутній рік карбування монети — 2007, 12 зірок Європейського Союзу і слова Bundesrepublik Deutschland (Федеративна Республіка Німеччина). |            |                                                                                   |           |                                       |
| |            |                                                                                   |           |                                       |
| €2 — Люксембург 2007 | Люксембург | Палац Великих герцогів Люксембургу                                                | 1,1 млн   | 2 лютого 2007                         |
| Опис: Палац Великих герцогів, на передньому плані портрет Великого герцога Анрі Нассау (за спеціальними законами Люксембургу на всіх монетах країни повинен бути портрет Великого Герцога). Під зображенням — напис LËTZEBUERG. На зовнішньому кільці зображені 12 зірок Європейського Союзу. |            |                                                                                   |           |                                       |
| |            |                                                                                   |           |                                       |
| | Ватикан    | 80 років Бенедикту XVI, Папі Римському                                            | 100 тис.  | ДЧ: 16 квітня 2007 ДВО: 1 жовтня 2007 |
| Опис: Портрет папи римського Бенедикта XVI. Навколо портрета напис — BENEDICTI XVI P.M. AETATIS ANNO LXXX CITTÁ DEL VATICANO (Бенедикт XVI, 80 років від дня народження, Держава-місто Ватикан). |            |                                                                                   |           |                                       |
| |            |                                                                                   |           |                                       |
| €2 — Португалія 2007 | Португалія | Головування Португалії у Раді Європейського Союзу                                 | 1,275 млн | ДЧ: 1 червня 2007 ДВО: 1 липня 2007   |
| Опис: На внутрішній частині монети зображено корковий дуб; ліворуч під дуба — зображення герба Португалії, праворуч — слово POR TU GAL, написане в три рядки. Під зображенням дуба півколом є напис 2007 PRESIDÊNCIA DO CONSELHO DA UE. На зовнішньому кільці зображені 12 зірок Європейського Союзу. |            |                                                                                   |           |                                       |
| |            |                                                                                   |           |                                       |
| €2 — Монако 2007 | Монако     | 25 років від дня смерті Грейса Келлі                                              | 20,001    | 1 липня 2007                          |
| Опис: Профільний портрет принцеси Монако Грейс Келлі. Праворуч від портрета (півколом) — напис MONACO, знак монетного ДВОру, рік карбування і знак гравера. Біля самого портрета розташований знак художника — R. B. BARON. На зовнішньому кільці зображені 12 зірок Європейського Союзу. |            |                                                                                   |           |                                       |
| |            |                                                                                   |           |                                       |
| €2 — Сан-Марино 2007 | Сан-Марино | 200 років від народження Джузеппе Гарібальді                                      | 130 тис.  | 9 жовтня 2007                         |
| Опис: Портрет Джузеппе Гарібальді. Зліва від портрета напис SAN MARINO, знак Римського монетного ДВОру (літера R) та ініціали дизайнера (ELF — Ettore Lorenzo Frapiccini). Праворуч від портрета вказаний рік чеканки. На зовнішньому кільці зображені 12 зірок Європейського Союзу. |            |                                                                                   |           |                                       |
| |            |                                                                                   |           |                                       |
| €2 — Фінляндія 2007 | Фінляндія  | 90 років незалежності Фінляндії                                                   | 2 млн     | 1 грудня 2007                         |
| Опис: У центрі монети зображена човен з дев'ятьма веслувальниками. Зверху і знизу від основного зображення стоять роки 2007 і 1917 (рік здобуття незалежності Фінляндії від Росії) відповідно. Зліва від зображення стоїть знак монетного ДВОру, праворуч напис FI (для ідентифікації фінських монет). На зовнішньому кільці зображені 12 зірок Європейського Союзу.                                     |            |                                                                                   |           |                                       |

### 2007, серія «Римський договір»
| Зображення | Країна     | Короткий опис                                                           | Тираж     | Дата введення в обіг |
| --- | ---------- | ----------------------------------------------------------------------- | --------- | -------------------- |
| |            |                                                                         |           |                      |
| | Австрія    | Напис: VERTRAG VON ROM 50 JAHRE, EUROPA, REPUBLIK ÖSTERREICH            | 9 млн     | 25 березня 2007      |
| | Бельгія    | Напис: PACTVM ROMANVM QVINQVAGENARIVM, EUROPEA, BELGIQUE-BELGIE-BELGIEN | 5 млн     | 25 березня 2007      |
| | Німеччина  | Напис: RÖMISCHE VERTRÄGE 50 JAHRE, EUROPA, BUNDESREPUBLIK DEUTSCHLAND   | 30 млн    | 25 березня 2007      |
| | Греція     | Напис: ΣΥΝΘΗΚΗ ΤΗΣ ΡΩΜΗΣ 50 XPONIA, EYPΩΠΗ, ΕΛΛΗΝΙΚΗ ΔΗΜΟΚΡΑΤΙΑ         | 4 млн     | 25 березня 2007      |
| | Ірландія   | Напис: conradh na róımhe 50 blıaın, an eoraıp, éıre                     | 4,82 млн  | 25 березня 2007      |
| | Іспанія    | Напис: TRATADO DE ROMA 50 AÑOS, EUROPA, ESPAÑA                          | 8 млн     | 25 березня 2007      |
| | Італія     | Напис: TRATTATI DI ROMA 50° ANNIVERSARIO, EUROPA, REPUBBLICA ITALIANA   | 5 млн     | 25 березня 2007      |
| | Люксембург | Напис: TRAITÉ DE ROME 50 ANS, EUROPE, LËTZEBUERG                        | 2,1 млн   | 25 березня 2007      |
| | Нідерланди | Напис: VERDRAG VAN ROME 50 JAAR, EUROPA, KONINKRIJK DER NEDERLANDEN     | 6,333 млн | 25 березня 2007      |
| | Португалія | Напис: TRATADO DE ROMA 50 ANOS, EUROPA, PORTUGAL                        | 2 млн     | 25 березня 2007      |
| | Словенія   | Напис: RIMSKA POGODBA 50 LET, EVROPA, SLOVENIJA                         | 400 тис.  | 25 березня 2007      |
| | Фінляндія  | Напис: ROOMAN SOPIMUS 50 V, EUROOPPA, SUOMI FINLAND                     | 1,4 млн   | 25 березня 2007      |
| Франція, серія «Римський договір», 2007 | Франція    | Напис: TRAITÉ DE ROME 50 ANS, EUROPE, RÉPUBLIQUE FRANÇAISE              | 9,4 млн   | 25 березня 2007      |
| Опис: Серія присвячена 50-річчю підписання Римського договору. Центральним елементом національної сторони монет є відкрита книга з підписами сторін на тлі римського Капітолія. Написи: - над книгою (у рамках Капітолія) слово «Європа» на національній мові; - над Капітолієм — «Римська угода, 50 років» на національній мові; - під Капітолієм — рік карбування і назва країни. На зовнішньому кільці зображені 12 зірок Європейського Союзу. Дана серія не враховується в умови,, згідно з якими держава може карбувати лише дві серії ювілейних монети €2 в рік. За спеціальними законами Люксембурга на всіх монетах країни повинен бути портрет Великого Герцога, тому дизайн Люксембурзькій монети трохи відрізняється від загального дизайну цієї серії — доданий прихований портрет Герцога. В Нідерландах, де діє подібний закон, спеціально для цього випуску (тільки для цієї серії) закон був змінений. Тому нідерландська монета схожа за дизайном з іншими. В Бельгії, де діє три офіційні мови, всі написи зроблені латинською. Монети цієї серії були викарбувані в усіх країнах єврозони, крім Монако, Сан-Марино і Ватикану (оскільки вони не члени Європейського союзу), проте деякі країни-члени ЄС, що не входять до єврозони, викарбували свої монети з подібним дизайном. Наприклад, Кіпр — 1 фунт і Угорщина — 50 форинтів. |            |                                                                         |           | 25 березня 2007      |

### 2008
| Зображення | Країна     | Короткий опис                                                                       | Тираж        | Дата випуску      |
| --- | ---------- | ----------------------------------------------------------------------------------- | ------------ | ----------------- |
| | Німеччина  | Третя монета серії «Федеральні землі Німеччини» — Церква святого Михайла у Гамбурзі | 30 млн       | 1 лютого 2008.    |
| Опис: Як основний малюнок на монеті використовується зображення Церкви св. Михайла в Гамбурзі. Під церквою розташована назва федеральної землі Гамбург — HAMBURG. Праворуч від церкви — ініціали гравера OE, вище них (ближче до центру) — знак монетного ДВОру — «A», «D», «F», «G» або «J», залежно від монетного ДВОру. На зовнішньому кільці присутній рік карбування монети — 2008, 12 зірок Європейського Союзу і слова Bundesrepublik Deutschland («Федеративна Республіка Німеччина»). |            |                                                                                     |              |                   |
| |            |                                                                                     |              |                   |
| €2 — Люксембург 2008 | Люксембург | Замок Берг                                                                          | 1.047,5 тис. | 1 лютого 2008     |
| Опис: Замок Берг, на передньому плані портрет Великого герцога Анрі Нассау. Вище портрета нанесені знаки монетного ДВОру і гравера, а також зазначено рік випуску. Під портретом присутній напис «LETZEBUERG». На зовнішньому кільці — 12 зірок Європейського Союзу. |            |                                                                                     |              |                   |
| |            |                                                                                     |              |                   |
| €2 — Сан-Марино 2008 | Сан-Марино | Європейський день мов                                                               | 130 тис.     | 20 травня 2008    |
| Опис: П'ять людських фігур, що символізують культури п'яти європейський регіонів. На задньому плані зображені священні тексти інших культур. Вище зображення напис півколом — SAN MARINO і вказано рік карбування; знизу: ANNO EUROPEO DEL DIALOGO INTERCULTURALE (Європейський рік міжкультурного діалогу) та ініціали художника (ELF — Ettore Lorenzo Frapiccini), зліва — знак римського монетного ДВОру. На зовнішньому кільці зображені 12 зірок Європейського Союзу. |            |                                                                                     |              |                   |
| |            |                                                                                     |              |                   |
| | Словенія   | 500 років від народження Приможа Трубара                                            | 1 млн        | 26 травня 2008    |
| Опис: Портрет Приможа Трубара, ліворуч від портрета розташовані написи (у два ряди): PRIMOŽ TRUBAR і 1508–1586. У нижній частині портрета напис: SLOVENIJA 2008. На зовнішньому кільці — 12 зірок Європейського Союзу. |            |                                                                                     |              |                   |
| |            |                                                                                     |              |                   |
| | Бельгія    | 60 років від прийняття Декларації прав людини                                       | 5 млн        | 30 травня 2008    |
| Опис: На внутрішній частині монети зображені викривлені лінії біля прямокутника, що виділяє число 60. Над прямокутником вказаний рік чеканки монети, під прямокутником — напис UNIVERSAL DECLARATION OF HUMAN RIGHTS (Загальна декларація прав людини); ще нижче півколом написано назву країни на трьох державних мовах (BELGIE — BELGIQUE — BELGIEN). Ліворуч і праворуч є знаки бельгійського монетного ДВОру і мініцмейцтера (Romain Coenen) відповідно. На зовнішньому кільці зображені 12 зірок Європейського Союзу.                                                                                           |            |                                                                                     |              |                   |
| |            |                                                                                     |              |                   |
| €2 — Франція 2008 | Франція    | Головування Франції у Раді Європейського Союзу                                      | 20,094 млн   | 1 липня 2008      |
| Опис: На національній стороні монети є напис PRÉSIDENCE FRANÇAISE UNION EUROPÉENNE RF. Нижче розташовані знаки монетного ДВОру і мініцмейстера. |            |                                                                                     |              |                   |
| |            |                                                                                     |              |                   |
| €2 — Португалія 2008 | Португалія | 60 років від прийняття Декларації прав людини                                       | 1,025 млн    | 15 вересня 2008   |
| Опис:У центрі монети є складний геометричний візерунок. Над візерунком — герб Португалії, назва країни та рік випуску монети. По колу монети напис — 60 ANOS DA DECLARAÇÃO UNIVERSAL DOS DIREITOS HUMANOS (60 років Декларації прав людини); знаки португальського монетного ДВОру (INCM) і дизайнера монети (Esc. J. Duarte). На зовнішньому кільці — 12 зірок Європейського Союзу. |            |                                                                                     |              |                   |
| |            |                                                                                     |              |                   |
| €2 — Ватикан 2008 | Ватикан    | Апостол Павло                                                                       | 106.084      | 15 жовтня 2008    |
| Опис: Внутрішня частина монети зображує звернення Святого Павла по дорозі до Дамаск у (місто видно на задньому плані). Святий, засліплений світлом від неба, падає зі свого коня. Написи навколо зображення: зліва — назва країни — CITTÀ DEL VATICANO; Праворуч — ANNO SANCTO PAULO DICATO. Також праворуч зазначено рік випуску монети, знак римського монетного ДВОру, підписи художника (VEROI) і гравера (LDS INC.). На зовнішньому кільці монети розташовані дванадцять зірок ЄС. |            |                                                                                     |              |                   |
| |            |                                                                                     |              |                   |
| €2 — Фінляндія 2008 | Фінляндія  |                                                                                     | 1,5 млн      | 24 жовтня 2008    |
| Опис: На монеті зображена людська фігура всередині серцеподібного отвори в кам'яній стіні. Під серцем напис — HUMAN RIGHTS (Права людини), вище серця зазначено рік випуску. У самому низу — букви FI (для ідентифікації фінських монет), K (підпис художника Tapio Kettunen) і знак фінського монетного ДВОру. На зовнішньому кільці — 12 зірок ЄС. |            |                                                                                     |              |                   |
| |            |                                                                                     |              |                   |
| €2 — Італія 2008 | Італія     | 60 років від прийняття Декларації прав людини                                       | 2,5 млн      | 10 листопада 2008 |
| Опис: Основою дизайну монети є химерне зображення: образи чоловіка і жінки з оливковою гілкою, качаном кукурудзи, зубчастим колесом і колючим дротом — символи, що представляють право на світ, їжу, роботу і свободу відповідно. Зламана ланцюг формує число 60. Майже в центрі розташований символ Італійської Республіки (RI), зліва вказаний рік, праворуч — підпис гравера (MCC — Maria Carmela Colaneri) і знак Римського монетного ДВОру (R). Нижче основного зображення півколом розташований напис: DIRITTI UMANI (Права людини). Традиційно, на зовнішньому кільці зображені 12 зірок Європейського Союзу. |            |                                                                                     |              |                   |
| |            |                                                                                     |              |                   |

### 2009
| Зображення | Країна     | Короткий опис                                                                        | Тираж       | Дата введення в обіг |
| --- | ---------- | ------------------------------------------------------------------------------------ | ----------- | -------------------- |
| €2 — Люксембург 2009 | Люксембург | 90 років правління Великої герцогині Люксембургу Шарлотти                            | 1,4 млн.    | 15 січня 2009        |
| Опис: На монеті зображено портрети Герцога Анрі (праворуч) та Герцогині Шарлоти (ліворуч). Праворуч від портретів — вертикально розташований текст: LËTZEBUERG і рік випуску монети. З боків від року — знак Директора монетного ДВОру в Утрехті і знак самого монетного ДВОру. На зовнішньому кільці — 12 зірок Європейського Союзу. |            |                                                                                      |             |                      |
| |            |                                                                                      |             |                      |
| | Німеччина  | Четверта монета з серії «Федеральні землі Німеччини» — Церква Людвіга у Саарбрюкені. | 30 млн      | 2 лютого 2009        |
| Опис: Основним зображенням монети є церква Людвіга (Ludwigskirche) у м. Саарбрюкені. Під церквою розташована назва федеральної землі — SAARLAND. Під назвою землі розташований знак монетного ДВОру. Праворуч від церкви — ініціали гравера FB (Friedrich Brenner). На зовнішньому кільці — рік карбування монети — 2009, 12 зірок Європейського Союзу і слова Bundesrepublik Deutschland (Федеративна Республіка Німеччина).                                                                                           |            |                                                                                      |             |                      |
| |            |                                                                                      |             |                      |
| €2 — Португалія 2009 | Португалія | Португаломовні ігри 2009                                                             | 1,25 млн    | червень 2009         |
| Опис: У внутрішній частині монети зображено емблему 2-х Ігор португаломовних країн: спортсмен з різнокольоровою стрічкою, який святкує перемогу. Нагорі — герб Португалії. Знизу півколом напис: 2.os JOGOS DA LUSOFONIA LISBOA. Зліва від цього напису розташований знак монетного ДВОру в Лісабоні (INCM), праворуч — знак художника, який працював над монетою (J. AURÉLIO). Над головою спортсмена — рік випуску монети. На зовнішньому кільці — 12 зірок Європейського союзу на тлі концентричних кругових ліній.  |            |                                                                                      |             |                      |
| |            |                                                                                      |             |                      |
| €2 — Сан-Марино 2009 | Сан-Марино | Європейський рік творчості та інновацій                                              | 130 тис.    | 5 вересня 2009       |
| Опис: На монеті зображені предмети, що символізують науку: книга, циркуль, дві пробірки. Зліва від них — три пера, що символізують Республіку Сан-Марино. Праворуч — рік випуску монети 2009 і знак монетного ДВОру R. Зверху напис CREATIVITÁ INNOVAZIONE (ТВОРЧІСТЬ ІННОВАЦІЙ). Знизу — назва країни і знак. Нижче назва країни SAN-MARINO та ініціали художника AM. На зовнішньому кільці є 12 зірок Європейського Союзу.                                                                                            |            |                                                                                      |             |                      |
| |            |                                                                                      |             |                      |
| | Бельгія    | 200 років від народження Луї Брайля                                                  | 5,011 млн   | 25 вересня 2009      |
| Опис: У внутрішній частині бельгійської монети зображено портрет Луї Брайля між його ініціалами, написаними алфавітом для сліпих, який він розробив (3 точки — L, 2 точки — B). Вище портрета напис LOUIS BRAILLE (Луї Брайля). Під портретом є позначення держави, що випустила монету (букви BE), розташоване між датами 1809 і 2009. По краях зліва і справа відповідно — знак Королівського монетного ДВОру Бельгії і знак Директора монетного ДВОру. На зовнішньому кільці зображені 12 зірок Європейського Союзу. |            |                                                                                      |             |                      |
| |            |                                                                                      |             |                      |
| €2 — Італія 2009 | Італія     | 200 років від народження Луї Брайля                                                  | 2 млн       | 15 жовтня 2009       |
| Опис: На внутрішній частині італійської монети зображено руку, що читає розгорнуту книгу контактним методом. Над вказівним пальцем, який вказує на вертикальний напис LOUIS BRAILLE 1809–2009, розташовані два стилізованих птаха, що символізують свободу знання. Під книгою написано ім'я Луї Брайля шрифтом для сліпих. На зовнішньому кільці зображені 12 зірок Європейського Союзу. |            |                                                                                      |             |                      |
| |            |                                                                                      |             |                      |
| €2 — Фінляндія 2009 | Фінляндія  | 200 років автономії Фінляндії                                                        | 1,6 млн     | 23 жовтня 2009       |
| Опис: У внутрішній частині монети зображено трикутник фронтону собору в Порвоо, над фронтоном стоїть дата 1809 (рік здобуття автономії Фінляндією), ліворуч рік випуску монети — 2009, праворуч знак фінського монетного ДВОру і позначення країни, що випустила монету (букви FI). На зовнішньому кільці — 12 зірок Європейського Союзу. |            |                                                                                      |             |                      |
| |            |                                                                                      |             |                      |
| €2 — Словакія 2009 | Словаччина | 20 років від початку Оксамитової революції                                           | 1 млн       | 10 листопада 2009    |
| Опис: У внутрішній частині монети зображений дзвінкий дзвін з ключем замість мови — символ мирного протесту. Праворуч під дзвоном вигравірувані знак монетного ДВОру в Кремніці і логотип художника (стилізовані літери MK). По колу написи: «17. NOVEMBER SLOBODA — DEMOKRACIA» («17 ЛИСТОПАДА СВОБОДА — ДЕМОКРАТІЯ»). На зовнішньому кільці зображені 12 зірок Європейського Союзу. |            |                                                                                      |             |                      |
| |            |                                                                                      |             |                      |
| €2 — Ватикан 2009 | Ватикан    | Міжнародний рік астрономії                                                           | 106 084 шт. | 18 листопада 2009    |
| Опис: У внутрішній частині монети зображена картина Мікеланджело «Створення Сонця і Місяця», а також астрономічні інструменти. Рік випуску і знак монетного ДВОру вказані в нижній частині квадранта. Написи по колу: «ANNO INTERNAZIONALE DELL'ASTRONOMIA» (Міжнародний рік астрономії) і «CITTÀ DEL VATICANO» (Держава-місто Ватикан). На зовнішньому кільці зображені 12 зірок Європейського Союзу. |            |                                                                                      |             |                      |
| |            |                                                                                      |             |                      |

### 2009, серія «10 років Економічному і валютному союзу»
| Зображення | Країна     | Короткий опис                                                      | Тираж     | Дата введення в обіг |
| --- | ---------- | ------------------------------------------------------------------ | --------- | -------------------- |
| | Австрія    | Напис: REPUBLIK ÖSTERREICH, WWU (Wirtschafts - und Währungsunion)  | 5 млн     | 1 січня 2009         |
| | Бельгія    | Напис: BELGIQUE-BELGIE-BELGIEN, EMU (Economic and Monetary Union)  | 5 млн     | 1 січня 2009         |
| | Німеччина  | Напис: BUNDESREPUBLIK DEUTSCHLAND, WWU                             | 30 млн    | 1 січня 2009         |
| | Греція     | Напис: ΕΛΛΗΝΙΚΗ ΔΗΜΟΚΡΑΤΙΑ, ONE (Οικονομική και Νομισματική Ένωση) | 4 млн     | 1 січня 2009         |
| | Кіпр       | Напис: KYΠPOΣ KIBRIS, ONE (Οικονομική και Νομισματική Ένωση)       | 1 млн     | 1 січня 2009         |
| | Ірландія   | Напис: éıʀe, AEA (Aontas Eacnamaíochta Airgeadaíochta)             | 5 млн     | 1 січня 2009         |
| | Італія     | Напис: REPUBBLICA ITALIANA, UEM (l'unione economica e monetaria)   | 2,5 млн   | 1 січня 2009         |
| | Люксембург | Напис: LËTZEBUERG, UEM (l'Union économique et monétaire)           | 1,4 млн   | 1 січня 2009         |
| | Мальта     | Напис: MALTA, UEM (l-Unjoni Ekonomika u Monetarja)                 | 700 тис.  | 1 січня 2009         |
| | Нідерланди | Напис: Nederland, EMU (economische en monetaire unie)              | 5,3 млн   | 1 січня 2009         |
| | Португалія | Напис: PORTUGAL, UEM (União Económica e Monetária)                 | 1,285 млн | 1 січня 2009         |
| | Словаччина | Напис: SLOVENSKO, HMÚ (Hospodárska a menová únia)                  | 2,5 млн   | 1 січня 2009         |
| | Словенія   | Напис: SLOVENIJA, EMU (Ekonomska in monetarna unija)               | 1 млн     | 1 січня 2009         |
| | Іспанія    | Напис: ESPAÑA, UEM (Unión Económica y Monetaria)                   | 8 млн     | 1 січня 2009         |
| | Фінляндія  | Напис: SUOMI FINLAND, 2009, EMU                                    | 1,4 млн   |                      |
| | Франція    | Напис: RÉPUBLIQUE FRANÇAISE, UEM (l'Union économique et monétaire) | 10 млн    |                      |
| Опис: У центрі монети зображено стилізовану людську фігуру, рука якої продовжена символом євро. Під цим символом розташований знак дизайнера монети. написи : - Над фігурою — назва країни національною мовою; - Під фігурою — абревіатура «Економічний і валютний союз» національною мовою і рік 1999—2009. На зовнішньому кільці — 12 зірок Європейського Союзу. Під символом євро – ΓΣ, ініціали скульптора Банку Греції Георгія Стаматопулоса (грец. Γιώργος Σταματόπουλος). Дана серія йде поза указом про те, що кожна країна може карбувати тільки по одній € 2 монети на рік. За спеціальними законами Люксембурга на всіх монетах країни повинен бути портрет Великого Герцога, тому дизайн монети Люксембургу трохи відрізняється від загального дизайну цієї серії — доданий прихований портрет Герцога. В Нідерландах, де діє подібний закон, спеціально для цього випуску (тільки для цієї серії) закон був поправлений. Тому нідерландська монета схожа за дизайном з іншими. |            |                                                                    |           |                      |

Попередні проекти монети були обрані директорами монетних ДВОрів єврозони. Кінцевий дизайн вибирався електронним голосуванням з 31 січня по 22 лютого 2008, результат голосування був оприлюднений 25 лютого 2008 року.
Монети цієї серії були викарбувані в усіх країнах єврозони, крім Монако, Сан-Марино і Ватикану (так як вони не члени ЄС).

### 2010
| Зображення | Країна     | Короткий опис                                                           | Тираж    | Дата введення в обіг |
| --- | ---------- | ----------------------------------------------------------------------- | -------- | -------------------- |
| | Люксембург | Герб Великого герцога Люксембурзького                                   | 500 тис. | 14 січня 2010        |
| Опис: У внутрішній частині монети зображено портрет Великого герцога Анрі (ліворуч) і герб Великого герцога (праворуч). Під портретом вказано назву країни, що випустила монету — LËTZEBUERG, частково заходить на зовнішнє кільце. Над гербом — рік випуску монети. З боків від року — знак Директора монетного ДВОру в Утрехті Maarten Brouwer (вітрильник) і знак монетного ДВОру (посох Меркурія). На зовнішньому кільці — 12 зірок Європейського союзу. |            |                                                                         |          |                      |
| |            |                                                                         |          |                      |
| | Німеччина  | П'ята монета серії «Федеральні землі Німеччини» — Міська ратуша Бремена | 31 млн   | 29 січня 2010        |
| Опис: У внутрішній частині монети зображені міська ратуша і статуя Бременського Роланда. Під ратушею (праворуч від статуї) є назва федеральної землі — BREMEN. Під статуєю вказані ініціали художника Bodo Broschat. На зовнішньому кільці — 12 зірок Європейського Союзу. У верхній частині кільця, між зірками проставлена буква D, що позначає країну, що випустила монету — Deutschland («Німеччина»). У нижній частині кільця, розділений зіркою, зазначено рік випуску монети.                                                                               |            |                                                                         |          |                      |
| |            |                                                                         |          |                      |
| | Іспанія    | Історичний центр м. Кордова                                             | 8 млн    | 29 січня 2010        |
| Опис: У внутрішній частині монети зображено молитовний зал Великої мечеті Кордови, ліворуч — знак монетного ДВОру Іспанії. Внизу уздовж буртику — назва держави ESPAÑA і рік випуску монети 2010. На зовнішньому кільці — 12 зірок Європейського союзу. |            |                                                                         |          |                      |
| |            |                                                                         |          |                      |
| €2 — Італія 2010 | Італія     | 200 років з дня народження Камілло Бенсо ді Кавур                       | 4 млн    | 1 березня 2010       |
| Опис: в центрі внутрішнього частині монети зображено портрет графа ді Кавура. Праворуч від портрета знаходиться позначення Римського монетного ДВОру (маленька літера R) і дати «1810-2010» у два рядки. Внизу розташовані ініціали художниці, яка працювала над дизайном — Claudia Momoni — CM. Зліва від портрета стоїть прізвище політика — CAVOUR, також є позначення країни емітента — букви IR («Італійська Республіка»). На зовнішньому кільці — 12 зірок Європейського Союзу.                                                                              |            |                                                                         |          |                      |
| |            |                                                                         |          |                      |
| €2 — Словенія 2010 | Словенія   | 200 років Ботанічному саду Любляни                                      | 1 млн    | 10 травня 2010       |
| Опис: У центрі внутрішньої частини монети зображено суцвіття хладнікії (є місцевим для Словенії і названо на честь засновника саду — Франка Хладніка), нижче вказано латинська назва рослини: Hladnikia Pastinacifolia. Написи по колу: 200 LET • BOTANIČNI VRT • LJUBLJANA («200 РОКІВ • БОТАНІЧНИЙ САД • ЛЮБЛЯНА»); SLOVENIJA 2010. На зовнішньому кільці — 12 зірок Європейського союзу. |            |                                                                         |          |                      |
| |            |                                                                         |          |                      |
| | Бельгія    | Головування в Євросоюзі                                                 | 5 млн    | 10 червня 2010       |
| Опис: У внутрішній частині монети зображено логотип головування Бельгії: малі літери eu, вище — trio.be. Під логотипом зазначено рік випуску монети 2010. По краях зліва і справа відповідно — знак Королівського монетного ДВОру Бельгії і символ Директора монетного ДВОру. По колу напис: BELGIAN PRESIDENCY OF THE COUNCIL OF THE EU 2010 («Головування Бельгії в Раді ЄС 2010») та назва країни трьома офіційними мовами країни: нідерландською, французькою та німецькою: Belgie — Belgique — Belgien. На зовнішньому кільці — 12 зірок Європейського Союзу. |            |                                                                         |          |                      |
| |            |                                                                         |          |                      |
| €2 — Франція 2010 | Франція    | 70 Звернення Шарля де Голля «До всіх французів» 18 червня року          | 10 млн   | 14 червня 2010       |
| Опис: У внутрішній частині монети зображений Шарль де Голль з листами промові перед мікрофоном, поруч напис — «70 ANS / 18 APPEL JUIN». Зверху — рік «2010», внизу (на аркушах мови) — абревіатура Французької республіки («RF»). На зовнішньому кільці — 12 зірок Європейського союзу. |            |                                                                         |          |                      |
| |            |                                                                         |          |                      |
| €2 — Сан-Марино 2010 | Сан-Марино | 500 років з дня смерті Сандро Боттічеллі                                | 140 тис. | 7 вересня 2010       |
| Опис: У внутрішній частині монети зображено фрагмент картини Боттічеллі «Весна» із зображенням голови Грації Насолоди. Зліва — рік «2010» і символ Римського монетного ДВОру (літера «R»), уздовж буртику — «SAN-MARINO». Праворуч — знак художника Роберто Маурі — «m». На зовнішньому кільці — 12 зірок Європейського союзу. |            |                                                                         |          |                      |
| |            |                                                                         |          |                      |
| €2 — Португалія 2010 | Португалія | 100 років Республіці Республіці                                         | 2 млн    | 7 вересня 2010       |
| Опис: У внутрішній частині монети зображено два символу країни: герб Португалії (праворуч) і алегорична дівчина Республіка (ліворуч). Праворуч півколом напис: «República Portuguesa» і роки «1910 • 2010». По лівому краю розташовані знак Лісабонського монетного ДВОру (INCM) і символ художника (JOSE CÂNDIDO). На зовнішньому кільці — 12 зірок Європейського союзу. |            |                                                                         |          |                      |
| |            |                                                                         |          |                      |
| €2 — Ватикан 2010 | Ватикан    | Рік священнослужителя                                                   | 115 тис. | 12 жовтня 2010       |
| Опис: У внутрішній частині монети зображений пастух, який намагається вирвати ягняти з пащі лева. По колу написи: «CITTÀ DEL VATICANO» і «ANNO SACERDOTALE». Зліва від зображення стоїть рік випуску монети «2010», знизу — знак Римського монетного ДВОру (літера «R»), праворуч — ім'я художника «VEROI». На зовнішньому кільці — 12 зірок Європейського союзу. |            |                                                                         |          |                      |
| |            |                                                                         |          |                      |
| €2 — Греція 2010 | Греція     | 2500 років від Марафонської битви                                       | 2,5 млн  | 25 жовтня 2010       |
| Опис: У внутрішній частині монети зображений щит, птиця і біжить воїн — марафонець з списом у руці. Птах на щиті символізує народження західної цивілізації в її нинішньому вигляді — завдяки перемозі греків у Марафонської битві вдалося зупинити просування Перської імперії до Європи. На зовнішньому кільці — 12 зірок Європейського союзу. |            |                                                                         |          |                      |
| |            |                                                                         |          |                      |
| €2 — Фінляндія 2010 | Фінляндія  | 150 років фінляндській валюті                                           | 1.6 млн  | 29 жовтня 2010       |
| Опис: У внутрішній частині монети ліворуч гравіроване зображення геральдичного лева Фінляндії і рік «2010». Праворуч від лева — новий знак монетного ДВОру і група чисел що позначають у символічній формі номінали різних фінляндських монет. На зовнішньому кільці — 12 зірок Європейського союзу. |            |                                                                         |          |                      |

### 2011
| Зображення | Країна     | Короткий опис                                                                       | Тираж    | Дата введення в обіг |
| --- | ---------- | ----------------------------------------------------------------------------------- | -------- | -------------------- |
| €2 — Словаччина 2011 | Словаччина | 20 років від створення Вишеградської групи                                          | 1 млн.   | 10 січня 2011        |
| Опис: У внутрішній частині монети зображена карта чотирьох країн, що входять до Вишеградської групи. Карта доповнена стилізованим позначенням організації : римська цифра «IV» всередині літери «V». Під картою — рік випуску монети «2011» (ліворуч) і назва країни « LOVENSKO» (праворуч). По колу — назва організації словацькою та англійською мовами: «VYŠEHRADSKÁ SKUPINA • VISEGRAD GROUP». Внизу — дата заснування Вишеградської групи — «15.2.1991». Під назвою країни вигравірувані ініціали дизайнера монети Мирослава Рона (літера MR) і знак Монетного ДВОру Словаччини. На зовнішньому кільці — 12 зірок Європейського союзу.                                                       |            |                                                                                     |          |                      |
| |            |                                                                                     |          |                      |
| €2 — Нідерланди 2011 | Нідерланди | 500 років від видання книги «Похвала глупоті» Еразма Роттердамського                | 4 млн.   | 24 січня 2011        |
| Опис: Внутрішня частина монети зображує Еразма, що пише свою книгу, зліва — портрет Королеви Беатрікс. Між цими зображеннями розташована вертикальна напис «Beatrix Koningin der Nederlanden» («Беатрікс — Королева Нідерландів») в два рядки. Також, на монеті вигравірувані рік випуску «2011», знак Директора монетного ДВОру в Утрехті Maarten Brouwer (вітрильник) і знак самого монетного ДВОру в Утрехті (посох Меркурія). На зовнішньому кільці — 12 зірок Європейського союзу. |            |                                                                                     |          |                      |
| |            |                                                                                     |          |                      |
| | Німеччина  | Шоста монета серії «Федеральні землі Німеччини» — Кельнський собор                  | 30 млн.  | 28 січня 2011        |
| Опис: У внутрішній частині монети зображено Кельнський собор з південного боку. Під собором розташовано назву федеральної землі — «NORDRHEIN-WESTFALEN» у два рядки. Праворуч вигравірувані ініціали художника Heinz Hoyer (букви HH). Трохи вище — знак монетного ДВОру — «A», «D», «F», «G» або «J», залежно від монетного ДВОру. На зовнішньому кільці — 12 зірок Європейського союзу. Також, у верхній частині монети між зірками проставлена буква «D», що позначає країну, що випустила монету — «Deutschland» (Німеччина). У підставі монети, розділений зіркою, зазначено рік випуску монети ref>2 євро, Німеччина (Північний Рейн — Вестфалія)</ref>.                                    |            |                                                                                     |          |                      |
| |            |                                                                                     |          |                      |
| €2 — Люксембург 2011 | Люксембург | 50 років надання Великому герцогу Люксембургу Жану титулу «lieutenant-représentant» | 1,4 млн. | 3 лютого 2011        |
| Опис: Профілі трьох монархів Люксембургу: Велика герцогиня Шарлотта, Великий герцог Жан та діючий монарх Анрі. Під портретами вигравірувані їхні імена: «Charlotte», «Jean», «Henri». Над портретами знаходиться назва країни-емітента «LËTZEBUERG». Ще вище — рік випуску «2011» між знаком Директора Королівського монетного ДВОру в Утрехті Мартіна Броуера (вітрильник, ліворуч) і знаком монетного ДВОру (посох Меркурія, праворуч). По колу розташований мікротекст: « Großherzogtum Luxemburg — Grand — Duché de Luxembourg — Groussherzogtum Lëtzebuerg» — назви країни на трьох мовах (німецькою, французькою та люксембурзькому). На зовнішньому кільці — 12 зірок Європейського союзу. |            |                                                                                     |          |                      |
| |            |                                                                                     |          |                      |
| €2 — Іспания 2011 | Іспанія    | Альгамбра, Хенераліфе та Альбасин в Гранаді                                         | 8 млн.   | 21 лютий 2011        |
| Опис: У внутрішній частині монети зображено Лев'ячий ДВОрик у Альгамбрі. Зверху — знак Королівського монетного ДВОру Іспанії. Внизу — назва держави-емітента «ESPAÑA» і рік випуску монети «2011». На зовнішньому кільці — 12 зірок Європейського союзу. |            |                                                                                     |          |                      |
| |            |                                                                                     |          |                      |
| €2 — Словения 2011 | Словенія   | 100 років від народження Франца Розмана — словенського партизана.                   | 1 млн.   | 21 березня 2011      |
| Опис: Стилізований портрет Франца Розмана. На його грудях — п'ятикутна зірка. Праворуч від портрета вигравірувано назва країни-емітента «SLOVENIJA», під ним вертикально зазначено рік випуску монети, над ним — напис у 3 вертикальних рядки: «FRANC ROZMAN STANE» і вказані роки життя партизана: «1911 1944». На зовнішньому кільці — 12 зірок Європейського союзу. |            |                                                                                     |          |                      |
| |            |                                                                                     |          |                      |
| | Італія     | 150-річчя Рісорджименто                                                             | 10 млн   | 26 квітня 2011       |
| Опис: Три італійських прапори розвіваються вітром, символізуючи три річниці (1911, 1961 і 2011) і ілюструючи зв'язок між поколіннями. Зверху по колу напис: «150 º DELL'UNITÀ D'ITALIA» (150 років об'єднання Італії). Знизу — дати: 1861 2011. Праворуч від прапорів є позначення країни емітента — букви IR («Італійська Республіка»). Під датами в центрі — позначення Італійського монетного ДВОру (літера R). Також внизу є ініціали гравера — Ettore Lorenzo Frapiccini — ELF INC. На зовнішньому кільці — 12 зірок Європейського Союзу. |            |                                                                                     |          |                      |
| |            |                                                                                     |          |                      |
| | Бельгія    | 100 років Міжнародному жіночому дню                                                 | 5 млн.   | 3 травня 2011        |
| Опис: Портрети ДВОх відомих жінок Бельгії — Ізали Ван Дист і Марі Попелін. Напис під портретами півколом: «IV DIEST 2011 M. POPELIN». Біля портретів — символи їх професій — посох Асклепія і ваги. Зверху — знак Директора Бельгійського монетного ДВОру Serge Lesens (перо), позначення країни-емітента (літера BE) і знак Монетного ДВОру Бельгії (голова архангела Михайла) На зовнішньому кільці — 12 зірок Європейського союзу. |            |                                                                                     |          |                      |
| |            |                                                                                     |          |                      |
| | Греція     | Всесвітні Спеціальні Олімпійські ігри                                               | 1 млн.   | 30 травня 2011       |
| Опис: У центрі — емблема Спеціальних Олімпійських ігор — стилізоване сяюче сонце, в центрі сонця — оливкова гілка спіралюватої форми. Праворуч від емблеми — напис півколом у два рядки: «XIII SPECIAL OLYMPICS WSG ATHENS 2011» (XIII SPECIAL OLYMPICS WORLD SUMMER GAMES — ATHENS 2011), а також назва країни-емітента — «ΕΛΛΗΝΙΚΗ ΔΗΜΟΚΡΑΤΙΑ». Написи розділені знаком Монетного ДВОру Греції. На зовнішньому кільці — 12 зірок Європейського союзу. |            |                                                                                     |          |                      |
| |            |                                                                                     |          |                      |
| €2 — Сан-Марино 2011 | Сан-Марино | 500 років з дня народження Джорджо Вазарі                                           | 130 тис. | 4 червня 2011        |
| Опис: Головним зображенням монети є фрагмент картини Джорджо Вазарі « Юдиф і Олоферн». Знизу зображення вигравірувані дати «1511-2011», зліва вказано ім'я художника "G. VASARI "і знак Італійського монетного ДВОру (літера «R»). Справа — назва країни, що емітував монету «SAN MARINO» та ініціали Клаудії Момона — художника, що працювала над її дизайном — «CM». На зовнішньому кільці — 12 зірок Європейського союзу. |            |                                                                                     |          |                      |
| |            |                                                                                     |          |                      |
| €2 — Франція 2011 | Франція    | 30 років Дня музики у Франції                                                       | 20 млн.  | 21 червня 2011       |
| Опис: У нижній частині національного боку монети зображена весела юрба, на якій «плавають» стилізовані музичні ноти, що позначають атмосферу святкування цього дня. На зображення нанесена абревіатура Французької республіки — «RF». Вище розташований логотип музичного фестивалю. Під ним вказано рік емісії монети «2011». Напис над логотипом — «30e ANNIVERSAIRE» («30-та РІЧНИЦЯ»). На зовнішньому кільці — 12 зірок Європейського союзу. |            |                                                                                     |          |                      |
| |            |                                                                                     |          |                      |
| €2 — Монако 2011 | Монако     | Весілля Князя Монако Альбера II та Шарлін Віттсток                                  | 148 тис. | 4 липня 2011         |
| Опис: Профільні портрети Князя Монако Альбера II і його обраниці Шарлін Уіттсток, під портретами вигравірувані назву країни-емітента і рік емісії: «MONACO 2011». На зовнішньому кільці — 12 зірок Європейського союзу. |            |                                                                                     |          |                      |
| |            |                                                                                     |          |                      |
| €2 — Португалія 2011 | Португалія | 500 років від народження Фернана Пінто                                              | 520 тис. | 15 вересня 2011      |
| Опис: Вітрильне судно, що пливе на хвилях, сформованим з назв країн, які відвідав Ф. М. Пінто під час своїх мандрівок. У самому низу — назва держави, що випустив монету «PORTUGAL». Текст вгорі по колу: «FERNÃO MENDES PINTO», з боків від корабля — роки «1511» і «2011». На зовнішньому кільці — 12 зірок Європейського союзу. |            |                                                                                     |          |                      |
| |            |                                                                                     |          |                      |
| €2 — Мальта 2011 | Мальта     | Перші вибори представників ради Мальти                                              | 430 тис. | 15 жовтня 2011       |
| Опис: Рука, що кидає лист у виборчу урну, напис по колу: «MALTA — FIRST ELECTED REPRESENTATIVES 1849». У підставі стоїть рік емісії — «2011». На зовнішньому кільці — 12 зірок Європейського союзу. |            |                                                                                     |          |                      |
| |            |                                                                                     |          |                      |
| €2 — Фінляндія 2011 | Фінляндія  | 200 років Банку Фінляндії                                                           | 1,6 млн  | 17 жовтня 2011       |
| Опис: Лебідь-кликун, під крилом якого проставлені позначення країни-емітента (літери FI), а також знак монетного ДВОру Фінляндії. Також вказані року: «2011» і «1811». На зовнішньому кільці — 12 зірок Європейського союзу. |            |                                                                                     |          |                      |
| |            |                                                                                     |          |                      |
| €2 — Ватикан 2011 | Ватикан    | Всесвітній день молоді 2011 року у Мадриді                                          | 115 тис. | 18 жовтня 2011       |
| Опис: Молоді люди, що тримають прапори Ватикану та Іспанії. Між людськими фігурами знаходиться знак монетного ДВОру в Римі (літера «R») і рік емісії «2011». Текст вгорі по колу: «XXVI» і «GM G»(«Giornata Mondiale della Gioventù — Всесвітній день молоді»). У основі — назва країни-емітента «CITTÀ DEL VATICANO» («Держава-місто Ватикан»). На зовнішньому кільці — 12 зірок Європейського союзу. |            |                                                                                     |          |                      |
| |            |                                                                                     |          |                      |

### 2012
| Зображення | Країна     | Короткий опис                                                                                    | Тираж    | Дата введення в обіг |
| --- | ---------- | ------------------------------------------------------------------------------------------------ | -------- | -------------------- |
| €2 — Німеччина 2012 | Німеччина  | Сьома монета серії «Федеральні землі Німеччини» — Замок Нойшванштайн                             | 30 млн.  | 3 лютого 2012        |
| Опис: Замок Нойшванштайн, зображений зі східної сторони. За замком — стилізовані гори. Текст під зображенням: «BAYERN». Зліва — ініціали художника Erich Ott (склеєні букви «OE»). Праворуч — знак одного з монетних ДВОрів Німеччини. На зовнішньому кільці — 12 зірок Європейського союзу. |            |                                                                                                  |          |                      |
| |            |                                                                                                  |          |                      |
| €2 — Люксембург 2012 | Люксембург | 100 років з дня смерті Великого герцога Вільгельма IV                                            | 700 тис. | 3 лютого 2012        |
| Опис: Профілі ДВОх монархів Люксембургу: правлячого Великого герцога Анрі і Великого герцога Вільгельма IV. Їхні імена під портретами: відповідно «HENRI» і «GUILLAUME IV». Також під другим портретом вказаний рік смерті: «† 1912». Праворуч від портретів десь присутнє стилізоване зображення міста Люксембурга. У верхній частині монети вказано рік емісії «2012». Під ним текст у три рядки: «GRANDS-DUCS DE LUXEMBOURG». На зовнішньому кільці — 12 зірок Європейського союзу. |            |                                                                                                  |          |                      |
| |            |                                                                                                  |          |                      |
| €2 — Іспанія 2012 | Іспанія    | Кафедральний собор у місті Бургос                                                                | 8 млн.   | 13 лютого 2012       |
| Опис: Кафедральний собор в місті Бургос. Текст зліва: «ESPAÑA». Праворуч — рік емісії монети «2012» і знак Королівського монетного ДВОру Іспанії. На зовнішньому кільці — 12 зірок Європейського союзу. |            |                                                                                                  |          |                      |
| |            |                                                                                                  |          |                      |
| | Бельгія    | 75 років Конкурсу імені королеви Єлизавети                                                       | 5 млн.   | 6 червня 2012        |
| Опис: На тлі профільного портрета королеви Єлизавети Баварської зображено логотип конкурсу: коронована літера «E» в прямому і дзеркальному відображенні. Роки зверху: «1937-2012». У нижній частині півколом — назва конкурсу англійською мовою: «QUEEN ELISABETH COMPETITION». Праворуч розташовано коротке буквене позначення держави: «BE». На зовнішньому кільці — 12 зірок Європейського союзу.                                                                                   |            |                                                                                                  |          |                      |
| |            |                                                                                                  |          |                      |
| €2 — Сан-Марино 2012 | Сан-Марино | 10 років готівкового обігу євро                                                                  | 125 тис. | 19 червня 2012       |
| Опис: У центрі монети — земну кулю з накладеним на нього знаком євро, по колу зображені сім'я з чотирьох чоловік, корабель, що символізує торгівлю, завод (промисловість), вітряні млини (енергетика). Над земною кулею півколом розташовано назву країни — «San Marino» (Сан-Марино). Під земною кулею — дати: «2002» і «2012». На зовнішньому кільці — 12 зірок Європейського Союзу.                                                                                                 |            |                                                                                                  |          |                      |
| |            |                                                                                                  |          |                      |
| €2 — Португалія 2012 | Португалія | Гімарайнш — Культурна столиця Європи                                                             | 520 тис. | 21 червня 2012       |
| Опис: Стилізоване зображення першого короля Португалії Афонсо I Великого з мечем. Праворуч — зображення Замок Гімарайншу. Текст під замком в два рядки: «GUIMARÃES 2012». Також є емблема Європейської столиці культури 2012 Гімарайнш. Зліва вигравіруваний герб Португальської Республіки, на ньому — назва держави-емітента: «PORTUGAL». |            |                                                                                                  |          |                      |
| |            |                                                                                                  |          |                      |
| €2 — Монако 2012 | Монако     | 500 років визнання незалежності Монако                                                           | 110 тис. | 1 липня 2012         |
| Опис: Профільний портрет лорда Монако Люсьєна I Грімальді. Текст над портретом півколом: «1512 SOUVERAINETÉ DE MONACO 2012» («1512 СУВЕРЕНІТЕТ МОНАКО 2012»). Текст зліва: «LUCIEN Ier». На зовнішньому кільці — 12 зірок Європейського Союзу. |            |                                                                                                  |          |                      |
| |            |                                                                                                  |          |                      |
| €2 — Італія 2012 | Італія     | 100 років від смерті Джованні Пасколі                                                            | 15 млн   | 2 липня 2012         |
| Опис: Портрет Джованні Пасколі. Знизу вигравірувано його ім'я: «G. PASCOLI». Праворуч є позначення країни емітента — букви «IR» (Італійська Республіка). Зліва — ініціали гравера, який працював над проектом монети — Maria Carmela Colaneri (букви «MCC»), а також позначення Римського монетного ДВОру (літера «R»). Ліворуч і праворуч розміщені символічні дати: 1912 (рік смерті поета) і 2012 (сота річниця, рік емісії монети).                                                |            |                                                                                                  |          |                      |
| |            |                                                                                                  |          |                      |
| €2 — Франція 2012 | Франція    | 100 років від народження абата П'єра                                                             | 1 млн.   | 13 липня 2012        |
| Опис: Портрет абата П'єра. Напис по колу: «Centenaire de la naissance de l'abbé Pierre» («Сторіччя з дня народження абата П'єра»). Праворуч зазначено рік випуску «2012». На зовнішньому кільці — 12 зірок Європейського Союзу. |            |                                                                                                  |          |                      |
| |            |                                                                                                  |          |                      |
| €2 — Мальта 2012 | Мальта     | Рада більшості 1887 року                                                                         | 400 тис. | 20 серпня 2012       |
| Опис: Дев'ять осіб на тлі палацу Великого магістра в Валетте, що є офіційною резиденцією президента і парламенту країни. Напис вгорі півколом: „MALTA — Majority Representation 1987“. Знизу є випуску монети „2012“. На зовнішньому кільці — 12 зірок Європейського Союзу. |            |                                                                                                  |          |                      |
| |            |                                                                                                  |          |                      |
| €2 — Фінляндія 2012 | Фінляндія  | 150 років з дня народження художниці Гелени Гешбор                                               | 2 млн.   | 5 жовтня 2012        |
| Опис: Один з автопортретів Хелени Шерфбек. Зліва — ім'я художниці «HELENE SCHJERFBECK», позначення країни-емітента «FI» і рік емісії «2012». Справа вказані роки життя Шерфбек «1862—1946», крім того, стоїть знак монетного ДВОру. На зовнішньому кільці — 12 зірок Європейського Союзу. |            |                                                                                                  |          |                      |
| |            |                                                                                                  |          |                      |
| €2 — Ватикан 2012 | Ватикан    | VII Всесвітня зустріч сімей                                                                      | 115 тис. | 16 жовтня 2012       |
| Опис: Сім'я з п'яти осіб на тлі Міланського кафедрального собору. На зовнішньому кільці — 12 зірок Європейського Союзу. |            |                                                                                                  |          |                      |
| |            |                                                                                                  |          |                      |
| €2 — Люксембург 2012 (весілля) | Люксембург | Весілля наслідного Великого Герцога Люксембургу Гійома і бельгійської графині Стефанії де Ланнуа | 500 тис. | 20 листопада 2012    |
| Опис: Портрети (зліва направо) Великого герцога Анрі, Стефанії де Лануа та наслідного Великого герцога Анрі. Текст знизу: „PRËNZENHOCHZAÏT“. Також є назва держави — емітента „LËTZEBUERG“ та рік емісії „2012“, розташований між знаком Директора Королівського монетного ДВОру в Утрехті Maarten Brouwer (вітрильник, ліворуч) і знаком самого монетного ДВОру Нідерландів (посох Меркурія, праворуч). На зовнішньому кільці — 12 зірок Європейського союзу.                         |            |                                                                                                  |          |                      |
| |            |                                                                                                  |          |                      |

### 2012, серія «10 років готівкового обігу євро»
| Зображення | Країна     | Короткий опис | Тираж    | Дата введення в обіг |
| --- | ---------- | ------------- | -------- | -------------------- |
| | Австрія    |               | 11,3 млн | 2 січня 2012         |
| | Бельгія    |               | 5 млн    | 30 січня 2012        |
| | Німеччина  |               | 30 млн   | 2 січня 2012         |
| | Греція     |               | 1 млн    | 2 січня 2012         |
| | Іспанія    |               | 8 млн    | 2 січня 2012         |
| | Ірландія   |               | 3 млн    | 3 січня 2012         |
| | Італія     |               | 15 млн   | 21 березня 2012      |
| | Кіпр       |               | 1 млн    | 13 лютого 2012       |
| | Люксембург |               | 525 тис. | 9 лютого 2012        |
| | Мальта     |               | 700 тис. | 31 березня 2012      |
| | Нідерланди |               | 5,5 млн  | 10 лютого 2012       |
| | Португалія |               | 520 тис. | 24 лютого 2012       |
| | Словаччина |               | 1 млн    | 2 січня 2012         |
| | Словенія   |               | 1 млн    | 3 січня 2012         |
| | Фінляндія  |               | 1,5 млн  | 2 січня 2012         |
| €2 — Франція, 2012 | Франція    |               | 10 млн   | 7 січня 2012         |
| | Естонія    |               | 2 млн    | 2 січня 2012         |
| Опис: У центрі монети — земну кулю з накладеним на нього символом євро, по колу зображені сім'я з чотирьох чоловік, корабель, що символізує торгівлю, завод (промисловість), вітряні млини (енергетика). Над земною кулею півколом розташовано назву країни-емітента. Під земною кулею — дати: „2002“ і „2012“. На зовнішньому кільці — 12 зірок Європейського союзу. |            |               |          |                      |

### 2013
| Зображення | Країна     | Короткий опис | Тираж      | Дата введення  |
| --- | ---------- | --- | ---------- | -------------- |
| €2 — Франція 2013 | Франція    | 50 років франко-німецької дружби | 10,020 млн | 22 січня 2013  |
| Опис: На монеті зображені портрети Шарля де Голля і Конрада Аденауера. Під портретами зображені особисті автографи. Між портретами напис „50 ANS JAHRE 2013“ (50 років 2013 — французькою та німецькою мовами). Зверху напис французькою „TRAITÉ DE L'ÉLYSÉE“, знизу німецькою „ÉLYSÉE-VERTRAG“ (Єлисейський договір). У правому нижньому кутку літери „RF“ (Французька Республіка). По зовнішньому кільцю — 12 зірок Європейського союзу. |            | |            |                |
| |            | |            |                |
| | Німеччина  | Опис: На монеті зображені портрети Шарля де Голля і Конрада Аденауера. Під портретами зображені особисті автографи. Між портретами напис «50 ANS JAHRE 2013» (50 років 2013 — французькою та німецькою мовами). Зверху напис французькою «TRAITÉ DE L'ÉLYSÉE», знизу німецькою «ÉLYSÉE-VERTRAG» (Єлисейський договір). У правому нижньому кутку літери «RF» (Французька Республіка). По зовнішньому кільцю — 12 зірок Європейського союзу. |            |                |
| |            | |            |                |
| €2 — Німеччина 2013 | Німеччина  | Восьма монета серії «Федеральні землі Німеччини» — монастир Маульбронн | 30 млн     | 1 лютого 2013  |
| Опис: У центрі монети зображено монастир Маульбронн з східного боку; ліворуч, на передньому плані — зображення фонтану. Під фонтаном — ініціали художника «ER». Зверху монети — рік «2013»; знизу — напис «BADEN-WÜRTTEMBERG» (Баден-Вюртемберг) і буква «D», що позначає країну (Німеччина); праворуч — літерне позначення монетного ДВОру. По колу зовнішнього кільця — 12 зірок Європейського союзу.                                    |            | |            |                |
| |            | |            |                |
| €2 — Словенія 2013 | Словенія   | 800 років з дня відкриття печери Постойнска-Яма | 1 млн      | 4 лютого 2013  |
| Опис: У центрі монети зображено стилізоване зображення печери Постойна у вигляді спіралі. По колу внутрішнього диска написано «POSTOJNSKA JAMA • 1213–2013 • SLOVENIJA» («Постойнска-ЯМА • 1213–2013 • СЛОВЕНІЯ»). По колу зовнішнього кільця — 12 зірок Європейського союзу. |            | |            |                |
| |            | |            |                |
| €2 — Нідерланди 2013 | Нідерланди | Оголошення королеви Беатрікс про передачу трону спадкоємцю принцу Віллему-Олександру | 20 млн     | 6 лютого 2013  |
| Опис: У центрі монети зображено портрети в профіль: на передньому плані — королеви Беатрікс; на задньому плані — принца Оранського. Під портретами написана дата «28 januari», нижче рік «2013». По колу внутрішнього диска напис «WILLEM-ALEXANDER PRINS VAN ORANJE — BEATRIX KONINGIN DER NEDERLANDEN», розділена короною. По зовнішньому кільцю — 12 зірок Європейського союзу.                                                         |            | |            |                |
| |            | |            |                |
| €2 — Іспанія 2013 | Іспанія    | Монастир Ескоріал | 8 млн      | 1 березня 2013 |
| Опис: На монеті зображений монастир Ескоріал — палац і резиденція короля Іспанії Філіпа II. Зверху написано назву держави «ESPAÑA» іспанською. Нижче, праворуч — рік «2013» і знак Королівського монетного ДВОру Іспанії. По зовнішньому кільцю — 12 зірок Європейського союзу. |            | |            |                |
| |            | |            |                |
| €2 — Італія 2013 | Італія     | 200 років з дня народження Джузеппе Верді | 10 млн     | 20 травня 2013 |
| Опис: Портрет Дж. Верді. Зліва від бюста позначені держава-емітент (абревіатура «RI») і рік народження композитора «1813», праворуч — знак монетного ДВОру (літера «R») і рік емісії монети «2013». Знизу вигравірувано ім'я композитора «G. VERDI „. По зовнішньому кільцю — 12 зірок Європейського союзу. |            | |            |                |
| |            | |            |                |
| €2 — Ватикан 2013 | Ватикан    | Sede Vacante | 119 тис.   | 3 червня 2013  |
| Опис: Герб камерленго Тарчізіо Бертоне. Текст по колу: «CITTA DEL VATICANO SEDE VACANTE MMXIII». По зовнішньому кільцю — 12 зірок Європейського союзу. |            | |            |                |
| |            | |            |                |
| €2 — Франція 2013 | Франція    | 150 років з дня народження П'єра де Кубертена | 1 млн      | 3 червня 2013  |
| Опис: Портрет Кубертена на тлі стилізованих олімпійських кілець, в яких вигравірувані людські фігури, що символізують різні олімпійські види спорту. Також в одному з кілець розташовані абревіатура «RF» (République française) та рік випуску «2013». Напис по колу: «PIERRE DE COUBERTIN». По зовнішньому кільцю — 12 зірок Європейського Союзу.                                                                                        |            | |            |                |
| |            | |            |                |
| | Португалія | 250 років церкві Клерігуш | 525 тис.   | 20 червня 2013 |
| Опис: планується для введення в обіг. |            | |            |                |
| |            | |            |                |

## Серія «Федеральні землі Німеччини»
В 2006 році у рамках пам'ятних €2 монет Німеччина розпочала випуск серії Die 16 Bundesländer der Bundesrepublik Deutschland (16 Федеральних земель Німеччини), яка продовжувалася до 2021 року. Рік, в якому випускається монета для конкретної землі збігається з роком головування цієї землі в Бундесраті.
Вже випущені монети:
| Рік  | Порядковий номер | Федеральна земля               | Дизайн                                   |
| ---- | ---------------- | ------------------------------ | ---------------------------------------- |
| 2006 | 1                | Шлезвіг-Гольштейн              | Гольштинські ворота, Любек               |
| 2007 | 2                | Мекленбург — Передня Померанія | Шверинський замок                        |
| 2008 | 3                | Гамбург                        | Церква Святого Михаїла, Гамбург          |
| 2009 | 4                | Саар                           | Церква Людвіга, Саарбрюккен              |
| 2010 | 5                | Бремен                         | Бременська ратуша і Бременський Роланд   |
| 2011 | 6                | Північний Рейн-Вестфалія       | Кельнський собор                         |
| 2012 | 7                | Баварія                        | Нойшванштайн                             |
| 2013 | 8                | Баден-Вюртемберг               | Маульброннський монастир                 |
| 2014 | 9                | Нижня Саксонія                 | Церква святого Михаїла, Гільдесгайм      |
| 2015 | 10               | Гессен                         | Церква Святого Павла, Франкфурт-на-Майні |
| 2016 | 11               | Вільна держава Саксонія        | Цвінґер, Дрезден                         |
| 2017 | 12               | Рейнланд-Пфальц                | Порта Нігра, Трір                        |

Решта вісім монет повинні бути випущені протягом наступних років. Зверніть увагу, що деякі проекти ще не закінчені і можуть бути змінені.
| Рік  | Порядковий номер | Федеральна земля | Дизайн                                      |
| ---- | ---------------- | ---------------- | ------------------------------------------- |
| 2018 | 13               | Берлін           | Палац Шарлоттенбург                         |
| 2019 | 14               | Саксонія-Ангальт | Собор святих Маврикія і Катерини, Магдебург |
| 2020 | 15               | Тюрингія         | Замок Вартбург, Айзенах                     |
| 2021 | 16               | Бранденбург      | Палац Сан-Сусі, Потсдам                     |